# 野田村 (大阪府西成郡)
野田村（のだむら）は、かつて摂津国・大阪府西成郡にあった村。現在の大阪市福島区の西部と此花区西九条・朝日のそれぞれ一部にあたる。

## 歴史
もとは淀川の河口に形成された中州のひとつ。「吉野の桜、野田の藤」と並び称されるほど藤の花が咲き乱れ、古来から歌にも詠まれてきた。当地の名を冠した「ノダフジ」は右巻きの藤の標準和名にもなっている。

### 沿革
- 1889年（明治22年）4月1日 - 西成郡野田村単独で町村制施行。
- 1897年（明治30年）4月1日 - 大半が大阪市へ編入され、北区西成野田となる。残余は西成郡伝法村へ編入され、伝法村大字野田となる。
  - 同時に東成郡野田村も北区へ編入され、こちらは北区東成野田となった。
- 1900年（明治33年） - 北区西成野田を以下の25町に改編。
  - 西野田亀甲南之町、西野田亀甲北之町、西野田平松町、西野田草開町、西野田玉川町（1 - 4丁目）、西野田大野町（1 - 2丁目）、西野田十六町、西野田対込町、西野田兼平町、西野田今開町、西野田中江町、西野田江成町、西野田吉野東之町、西野田吉野西之町、西野田新家東之町、西野田新家西之町、西野田茶園町、西野田大開町、西野田上島町、西野田下島町、西野田嬉ヶ崎町
- 1903年（明治36年）11月5日 - 西成郡伝法村が町制を施行して伝法町となる。
- 1909年（明治42年） - 西成郡伝法町大字野田が同町北の一部となり消滅。
- 1922年（大正11年） - 北区西野田亀甲南之町と西野田亀甲北之町を西野田亀甲町（1 - 2丁目）に、西野田今開町を西野田今開町（1 - 2丁目）に、西野田吉野東之町と西野田吉野西之町を西野田吉野町（1 - 3丁目）に、西野田新家東之町と西野田新家西之町を西野田新家町（1 - 2丁目）に、西野田大開町を西野田大開町（1 - 4丁目）に改編。30町となる。
- 1925年（大正14年）4月1日 - 分区により、新設の此花区に所属。同時に町名の「西野田」の冠称を廃する。
- 1943年（昭和18年）4月1日 - 分区により、嬉ヶ崎町の全域および新家町（1 - 2丁目）の木場川以西を除いて新設の福島区へ転属。
- 1944年（昭和19年） - 此花区新家町（1 - 2丁目）を木場町に改編。
- 1975年（昭和50年） - 福島区側で玉川（1 - 4丁目）、野田（1 - 6丁目）、吉野（1 - 5丁目）、大開（1 - 4丁目）、此花区側（木場町）で西九条（1 - 7丁目）の現行行政地名に改編。
- 1976年（昭和51年） - 此花区側（嬉ヶ崎町）で朝日（1 - 2丁目）の現行行政地名に改編。

## 経済

### 産業
商工業
- 三宅熊五郎（牛肉）[1]